# Arco venoso palmar profundo
El arco palmar profundo [TA]: arcus palmaris profundus está acompañado por un par de venas comitantes, las cuales constituyen el arco venoso palmar profundo (TA: arcus venosus palmaris profundus). Este arco recibe las venas correspondientes a los brazos venosos del arco palmar profundo: las venas palmares metacarpianas.